# Les Préludes

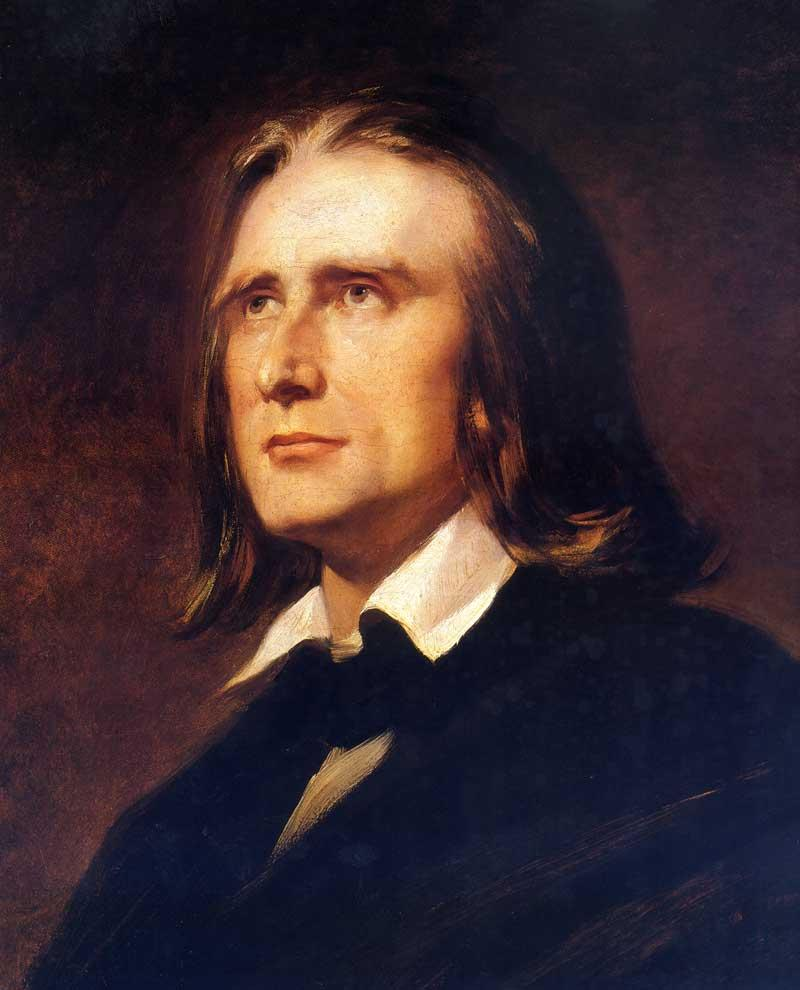
Franz Liszt, da un dipinto del 1856 di Wilhelm von Kaulbach, conservato al Liszt Ferenc Memorial Museum di Budapest, Ungheria

Les Préludes è il terzo dei tredici poemi sinfonici di Franz Liszt. La prima esecuzione venne diretta dallo stesso Liszt, e nell'aprile del 1856 venne pubblicato lo spartito, mentre nel gennaio del 1865 fu la volta degli spartiti orchestrali, sempre per i tipi di Breitkopf & Härtel di Lipsia. Fra i poemi sinfonici di Liszt, Les préludes è sicuramente il più famoso. Nel corso della seconda guerra mondiale, il motivo della fanfara della marcia finale divenne il tema principale del giornale radio della Wehrmachtbericht e dei cinegiornali del Die Deutsche Wochenschau.
Il titolo completo "Les Préludes (d'après Lamartine)" si riferiva all'ode di Alphonse de Lamartine, Nouvelles méditations poétiques. La pubblicazione comprende una prefazione, che non venne scritta da Lamartine.
(Prefazione della seconda edizione de Les Préludes)
Nell'autunno 1857, nell'Anregungen für Kunst, Leben und Wissenschaft ("Consigli per arte, vita e scienza") di Franz Brendel, Felix Draeseke pubblicò un saggio con l'analisi di Les Préludes. Egli sostenne che era un programma sul quale si era basato il lavoro del compositore. Il saggio venne letto e approvato da Liszt. 
Nonostante questo, la prefazione venne aggiunta soltanto quando la composizione era già finita, e pertanto non può essere considerata come fonte di ispirazione di Liszt, mentre stava componendo l'opera. Inoltre è discutibile se o in che misura sia stato influenzato dall'ode di Lamartine. Secondo Peter Raabe (1931), il poema sinfonico di Liszt non aveva nulla a che fare con essa. La posizione di Raabe venne condivisa da Emile Haraszti (1953). Entrambi gli autori sostennero che Liszt prese uno dei suoi vecchi pezzi, un'ouverture a suo tempo composta per un ciclo di pezzi per coro maschile non pubblicato, Les quatre élémens, al quale successivamente diede il nome "Les Préludes", riferendosi a Lamartine.
La visione di Raabe e Haraszti venne controbattuta da Alexander Main (1979) il quale tentò di dimostrare che vi era una stretta relazione fra l'opera di Liszt e l'ode di Lamartine. Da ciò concluse che Liszt dovette comporre Les Préludes seguendo il modello programmatico dell'ode, potendo aver preso qualche elemento dalla pregressa ouverture a Les quatre élémens. Andrew Bonner (1984), comunque, in una relazione che venne letta all'annuale incontro di Filadelfia della American Musicological Society, giunse alla conclusione che la visione di Main era sbagliata. La posizione di Bonner venne sostenuta da Rena Charnin Mueller (1986). In una versione edita del suo articolo, Bonner (1986) provò a portare ulteriori prove a sostegno del suo punto di vista.
Lo stesso Liszt, in una lettera ad Eduard Liszt del 26 marzo 1857, diede ancora un altro suggerimento per quanto riguarda il titolo di "Les Préludes". Secondo quanto scritto, "Les Préludes" era solo il preludio al percorso della sua composizione. Infatti, con la prima esecuzione dell'opera era stato introdotto un nuovo genere musicale. Les Préludes fu il primo esempio di un'opera per orchestra, che era stata eseguita come "poema sinfonico". In una lettera a Franz Brendel del 20 febbraio 1854, Liszt lo aveva definito "uno dei miei nuovi lavori per orchestra ("Les Préludes")". Due giorni dopo, in un annuncio del concerto del 23 febbraio, sulla Weimarische Zeitung del 22 febbraio 1854, veniva indicato "Les Preludes—symphonische Dichtung". Il termine "poema sinfonico" potrebbe essere stato coniato in quella occasione.

## Genesi

### Les quatre éléments

#### Pezzi per coro
La genesi di Les Préludes fu un complicato processo cominciato nell'estate del 1844 e andato avanti fino alla pubblicazione dell'opera nel 1856. La base da cui partì Liszt fu Les aquilons, un coro maschile con accompagnamento di pianoforte. Les aquilons era stato composto il 24 luglio 1844, a Marsiglia. Il fatto è documentato da un articolo sulla stampa locale dell'epoca.
Liszt era giunto a Marsiglia il 23 luglio 1844. Venne ricevuto dagli artisti del coro di una compagnia tedesca in tournée, che consideravano Liszt come un loro compatriota, e dai loro colleghi francesi. Diretti da un certo signor Trotebas, essi eseguirono diversi pezzi corali. Alla fine chiesero al compositore un lavoro originale che potesse essere eseguito in uno dei concerti seguenti. Joseph Autran, a cui Liszt rese visita dopo il suo arrivo, gli diede il poema Les aquilons. Nel pomeriggio del 24 luglio Liszt compose il pezzo. Diretto da Trotebas, venne eseguito il 6 agosto al quarto concerto di Liszt a Marsiglia. L'accompagnamento venne fatto con due pianoforti eseguito dallo stesso Liszt e da un certo Darboville, un giovane artista locale, che successivamente si aggregò a Liszt in parte della sua tournée in Spagna e Portogallo.
Oltre a Les aquilons, Autran diede altri tre poemi a Liszt. Essi furono La terre ("la terra"), Les flots ("le inondazioni") e Les astres ("gli astri"). Liszt compose anche i pezzi aggiuntivi. Come serie, La terre, Les aquilons, Les flots e Les astres formano il ciclo Les quatre élémens ("I quattro elementi"). Il titolo del ciclo era un'allusione agli elementi dell'antica Grecia, terra, aria, acqua e fuoco.
Nella letteratura accademica su Liszt vi è consenso sul fatto che La terre e Les Flots sono stati composti nella primavera del 1845 durante il tour di Liszt attraverso la Spagna e il Portogallo. Comunque le date esatte non sono chiare. I quattro pezzi Les quatre élémens non vennero mai pubblicati, e l'unica esecuzione fu quella del 6 agosto 1844 di Les Aquilons. Il manoscritto è custodito al Goethe- und Schiller-Archiv di Weimar. I loro numeri di catalogo sono S9, S10, S11a, S11b e S12. S12 è il manoscritto di Les aquilons.
Riguardo ai manoscritti di La terre, S9, e Les flots, S10, Haraszti li data "Lisbon and Malaga, April 1845" e "Valencia, Easter Sunday 1845". Le stesse date si trovano in Konzertführer di Müller-Reuter. Müller-Reuter si è basato su descrizioni dei manoscritti di Aloys Obrist. Le date sono comunque incongruenti, poiché Liszt soggiornò a Lisbona dal 15 al 25 febbraio 1845. Egli si spostò poi sulla costa orientale spagnola. Da una lettera a Lambert Massart dell'8 marzo 1845, si evince che in quel giorno si trovava a Malaga. Il lunedì di Pasqua, 24 marzo, Liszt giunse a Valencia. Dopo i concerti a Valencia, partì per Barcellona il 2 aprile dove diede alcuni concerti. Tornò quindi a Marsiglia, dove giunse il 22 o 23 aprile. Lì egli incontrò nuovamente Autran.
Mentre la differenza fra il giorno di Pasqua ed il lunedì dell'Angelo è inconsistente, quella fra febbraio o gli inizi di marzo o aprile è sicuramente più ampia. Un confronto fra le ipotesi di Haraszti con quelle di altri autori mostra che Bonner si limitò a citare i luoghi e l'anno 1845. Mueller, d'altra parte, non menziona alcun luogo. Secondo la sua descrizione, La terre, S9, venne composta in due differenti manoscritti. Solo sui ff. 9–14, Mueller indica "Avril 45" ("aprile 1845"). Les flots venne scritto nello stesso manoscritto della seconda parte de La terre. Comunque, in questo caso Mueller non cita né un luogo né una data.
Sui manoscritti di Les astres, S11a e S11b, la situazione delle fonti è ben peggiore. In questo caso, non sono disponibili ne luoghi ne date. Haraszti, in un punto del suo saggio, ha indicato la data del 14 aprile 1845. In un altro luogo, tuttavia, ha scritto che il pezzo avrebbe forse potuto essere composto nel maggio 1845, dopo che Liszt era tornato a Marsiglia. La presunzione generale che Les astres vennero composti in quel periodo, è solo un punto di vista, visto che non esistono fonti certe al riguardo.
Si potrebbe ipotizzare che Liszt, quando incontro Autran a Marsiglia la seconda volta, abbia parlato delle opere da lui composte sulle sue poesie. Tuttavia, è solo in una lettera ad Autran del 7 agosto 1852, che Liszt ricorda i quattro testi che Autran gli aveva affidato a Marsiglia. Liszt assicura anche di aver da tempo già terminato la composizione. Alla luce di questa lettera, fu la prima volta che Autran ricevette informazioni concernenti le sue poesie precedenti. Le stesse poesie vennero pubblicate solo nel 1856.

#### Collaborazione con Raff

##### Inizio della collaborazione
Nella sua lettera ad Autran del 7 agosto 1852, Liszt scrisse di aver orchestrato i quattro pezzi per coro. Mentre faceva ciò, ebbe l'idea di comporre un'ouverture piuttosto lunga da anteporre ad essi. Scrivendo questo, Liszt non disse che l'orchestrazione dei brani per coro non era stata fatta da lui stesso, ma da August Conradi. L'ouverture venne orchestrata da Joachim Raff.
La collaborazione di Liszt con Raff ebbe inizio il 19 giugno 1845 a Basilea, dove Raff assistette ad un concerto tenuto da Liszt. Liszt invitò Raff ad andare con lui in Germania, e nell'estate del 1845 Raff collaborò con Liszt in occasione di una festa a Bonn, dove era stata inaugurata una statua di Beethoven. Già da allora, Liszt provò a persuadere Raff a collaborare permanentemente con lui. Assieme alla lettera del 3 maggio 1847, inviò del denaro a Raff, come ricompensa della sua collaborazione a Bonn e lo invitò a raggiungerlo alla fine di gennaio 1848 a Weimar. La risposta di Raff non ci è pervenuta, ma dalla lettera di Liszt dell'8 febbraio 1848, è noto che Raff deve avere criticato Liszt per quanto riguardava le sue opere. Raff deve anche avere dato suggerimenti che avrebbero dovuto portare Liszt a uno stile di composizione migliore. Liszt, che si sentì insultato, preferì scegliere August Conradi per il genere di aiuto che aveva chiesto a Raff.
Alla fine di maggio o all'inizio di giugno 1849, Raff in una lettera a Liszt chiese se la sua opera König Alfred avrebbe potuto essere eseguita a Weimar. Dopo che Liszt ordinò e ricevette l'opera dall'editore Kistner di Lipsia, scrisse una lettera amichevole a Raff l'8 luglio 1849, nella quale elogiava l'opera e soprattutto la strumentazione brillante di Raff. Liszt scrisse anche che gli eventi del passato avrebbero potuto rimanere tali. In ogni caso, avrebbe continuato a prendersi l'impegno di facilitare il percorso di Raff, che era pieno di ostacoli. Come reazione, Raff scrisse una lettera di scuse a Liszt e gli offrì i suoi servizi. In una lettera del 1º agosto 1849, Liszt accettò le scuse e anche i servizi offerti. Per il momento, comunque, aveva già fatto scelte diverse. Queste ultime si riferivano alla collaborazione di Conradi. Alla fine dell'estate 1849 Conradi lasciò Weimar a seguito della nomina a maestro di cappella a Stettino. La stagione a Stettino venne inaugurata il 21 ottobre con una produzione di Egmont.
Il 25 settembre 1849, Raff incontrò Liszt ad Amburgo. I due si accordarono sul fatto che Raff avrebbe raggiunto Liszt il 1º dicembre a Weimar. In una lettera del 20 novembre 1849, comunque, Liszt invitò Raff a raggiungerlo a Bad Eilsen anziché a Weimar. Raff lasciò Amburgo il 21 novembre e durante la notte giunse a Bad Eilsen. Da allora divenne segretario e assistente di Liszt e ricevette uno stipendio annuo di 600 Thaler, a carico della principessa Carolyne zu Sayn-Wittgenstein, amante di Liszt.

##### Raff a Weimar
La collaborazione di Liszt con Raff si rivelò difficile. Nell'ottobre 1853, dopo quattro anni dall'inizio del rapporto d'impiego, Raff scrisse una lettera a Doris Genast, sua fidanzata:
(Joachim Raff)
Già nel dicembre 1849 a Bad Eilsen e dopo a Weimar, Raff ebbe l'impressione che Liszt era troppo influenzato dalla principessa Wittgenstein, che lodava tutto quanto da lui composto come sublime e divino. Raff provò a trascinare Liszt in una direzione che, secondo la visione di Raff, era migliore e in alcuni momenti sembrò che Liszt gli fosse grato di ciò. Durante il soggiorno a Bad Eilsen prese posizione a favore di Raff e lo difese dagli attacchi della principessa Wittgenstein. In una lettera a Raff del 30 dicembre 1850, promise di seguire i cordiali e giusti consigli di Raff in merito alle sue composizioni. Tuttavia, dal punto di vista di Raff, non molto in realtà cambiò.
Un'ulteriore parte dei problemi di Raff con Liszt, erano dovuti al fatto che egli era giustamente convinto che le sue doti musicali fossero eccezionali. Diverse volte Liszt aveva assicurato che avrebbe sostenuto Raff nello sviluppo della sua carriera. A questo proposito vi fu una buona occasione nel 1851, dopo che Raff aveva debuttato con successo con la sua opera König Alfred. Fu da questo momento che nelle sue lettere a Liszt cambiò l'appellativo scrivendo "Lieber Freund" ("caro amico"), anziché la scrittura formale precedente. Il cambiamento indica che Raff avrebbe voluto essere visto non più come assistente, bensì come collega. Egli era a conoscenza che nel 1851 si sarebbe reso libero un posto a Weimar, a seguito del pensionamento di Chelard. Il posto venne dato a Liszt e venne a liberarsi la posizione di secondo Kapellmeister. Essa venne assegnata però, contrariamente alle aspettative di Raff, a Johann Götze.
Liszt suggerì ulteriori progetti, tra cui una tesi di dottorato da elaborarsi da parte di Raff, che poi avrebbe dovuto essere nominato bibliotecario. Comunque, Liszt cambiò idea, e Raff, a causa dei servizi che doveva compiere per Liszt, non trovò il tempo per finire i suoi progetti. Nell'agosto del 1853 Raff sperò di essere nominato secondo Kapellmeister in sostituzione di Ignaz Lachner a Monaco di Baviera, ma ciò non accadde. Nei momenti di disperazione Raff temeva che il suo destino sarebbe stato lavorare per tutta la vita all'ombra di Liszt, senza alcuna possibilità di carriera. Il suo stipendio di Weimar era stato drasticamente ridotto e dopo di ciò non era certo sufficiente neanche soltanto per le spese di ogni giorno. Non appena venne lasciato senza una nuova nomina, la sua situazione divenne disperata.
Nel 1854 Raff pubblicò il libro Die Wagnerfrage. Con la sua visione critica su parte del lavoro, sullo stile e l'ideologia di Wagner, si fece molti nemici nei circoli di Weimar. Due anni dopo vi fu un'altra polemica in occasione di un suo articolo su Mozart apparso sul giornale Signale für die musikalische Welt. Comunque in entrambi i casi Raff venne difeso da Liszt. Il 24 maggio 1856, diresse l'esecuzione della sua Dornröschen ("Bella addormentata"). Subito dopo lasciò Weimar per recarsi a Wiesbaden dove Doris Genast, sua fidanzata, faceva parte della compagnia del Teatro di corte.
A Wiesbaden, dove il 28 agosto 1856 venne rappresentata la sua opera König Alfred, Raff ricevette un'amichevole lettera da parte di Liszt, a cui egli rese visita nella primavera del 1857 a Weimar. Liszt era disperato a causa dei molti nemici che si era fatto con le sue opere. Cercò di convincere Raff a scrivere un libro sui suoi poemi sinfonici, ma il suo tentativo non ebbe l'effetto desiderato. La visita di Raff a Weimar potrebbe essere stata la ragione per cui decine di ulteriori opere di Liszt giunsero nelle mani di Raff. Tra loro ci sono Die Hunnenschlacht, Die Ideale e Hamlet, tutte composte nel 1857 o dopo. Il 15 febbraio 1859, Raff sposò la sua fidanzata. Da allora divenne uno dei compositori di maggior successo e rispettati del suo tempo.

#### L'ouverture
Andrew Bonner, nel suo tentativo di dare una dettagliata storia su Les Préludes basata sulle fonti dell'epoca, affermò che già nel 1845 Liszt aveva abbozzato una ouverture per il ciclo Les quatres éléments. Bonner ipotizzò anche che Liszt aveva già allora fatto una breve anteprima dell'opera. Dal momento che le fonti musicali, come presunto da Bonner, non erano venute alla luce, la sua fonte reale era evidentemente un'altra. Si tratta di una raccolta di saggi del 1883, intitolata Franz Liszt, Studien und Erinnerungen di Richard Pohl. Secondo Pohl, Liszt iniziò a comporre Les Préludes nel 1845 a Marsiglia e terminò nel 1850 a Weimar. Bonner non dice che Pohl scrisse anche: che Les Préludes ebbero la prima nel marzo 1854.
La data della prima esecuzione, come indicata da Pohl, risulta errata, visto che Les Préludes non venne eseguito in marzo, ma nel febbraio 1854. Si è inoltre certi che Les Préludes non fu terminato nel 1850. Lo stesso Bonner, nel suo saggio lo dimostra con delle fonti. Mentre è vero che, in un certo senso, Les préludes venne iniziato a Marsiglia, non vi sono fonti che confermino la data del 1845. Liszt aveva composto, un anno prima, Les aquilons, come suo primo pezzo del ciclo Les quatre élémens dal quale successivamente derivò Les préludes. In questo senso egli iniziò la composizione di Les préludes a Marsiglia. Comunque, non fu nel 1845, ma nel 1844. Dopo ciò, l'opinione di Bonner che non vi erano motivi reali per dubitare che Liszt iniziò l'ouverture già nel 1845, può ampiamente essere condivisa. Il libro di Pohl non è quindi una fonte attendibile.
Le prime fonti dei tentativi di orchestrare i pezzi per coro di Les quatre élémens sono scritte per mano di Conradi. Esse sono contenute in due volumi, rilegati, con i numeri di catalogo B20 e B21. Mentre Conradi ha scritto sui lati verso, le parti recto sono state lasciate libere per le revisioni di Liszt. Il B21 contiene una versione precedente mentre il B20 è una rielaborazione sulla base dei suggerimenti di Liszt. La prima o la versione successiva è stata datata da Conradi "14.4.48" (14 aprile 1848). Le date mostrano che nella primavera del 1848 Liszt e Conradi erano occupati nella riorchestrazione dei pezzi per coro. Ciò risulta dalla dichiarazione di Liszt nella sua lettera ad Autran del 7 agosto 1852. Mentre orchestrava i pezzi del coro Liszt ebbe l'idea di aggiungere una ouverture. In B20, su una pagina che separa i pezzi La terre e Les flots, Liszt scrisse un repertorio dei lavori da fare per il completamento della composizione. I primi due elementi sono "Les quatre éléments ouverture" e "Ce qu'on entend sur la montagne". La data precisa in cui Liszt scrisse il repertorio non può essere determinata, ma dovrebbe essere stato nella primavera del 1848 o dopo.
Nel dicembre 1849 Joachim Raff scrisse una lunga lettera a Kunigunde Heinrich, nella quale descriveva un resoconto del suo primo mese di lavoro con Liszt a Bad Eilsen. Secondo quanto scritto, Liszt si preparava in silenzio ad una carriera di compositore. Entro due o tre anni avrebbe voluto presentarsi a Parigi. Per quanto riguarda il lavoro di Raff a Bad Eilsen, aveva tradotto un articolo di Liszt su John Field e aveva messo in bella copia lo spartito del primo concerto per pianoforte di Liszt. Egli aveva anche strumentato parte delle ouverture "Ce qu'on entend sur la montagne" e "Die 4 Elemente" ("I quattro elementi"). Delle parti strumentate aveva fatto una bella copia.
Come principale scoperta, Bonner fu in grado di dimostrare l'esistenza nelle mani di Raff di una partitura della ouverture Les quatre élémens. Nel bel mezzo di uno dei quaderni di Liszt, il numero di catalogo N3, trovò una correzione di quattro pagine di mano di Liszt, intitolata "4 Elements Seite 25" ("Four Elements pag. 25"). Il passaggio in N3 corrisponde esattamente alla musica delle p.  25–26 di un pezzo orchestrale sito al numero di catalogo A3c. Il pezzo A3c venne da Raabe elencato come appartenente ad una precedente sconosciuta realizzazione di Les préludes. Egli non riconosce la mano di Raff, dal momento che la grafia di Raff è cambiata radicalmente durante il periodo del suo soggiorno a Weimar. Per questo viene detto che sulla copertina del primo bifolium A3c Liszt scrisse il titolo "Les Préludes".
Liszt non datò la sua correzione nel quaderno N3, ma la data mancante può essere stimata da altre fonti. La maggior parte di quanto contenuto nel quaderno N3 consiste in un progetto di pezzi brevi della ouverture e cori per il Der enfesselte Prometheus di Herder 
In un elenco di progetti futuri di Liszt indicato alla fine della lettera di Raff a Kunigunde Heinrich del dicembre 1849 da Bad Eilsen, la musica del Prometheus non è menzionata. Deve essere stato un nuovo progetto, che Liszt e Raff avevano avviato dopo il loro arrivo a Weimar all'inizio di gennaio 1850. Il progetto venne orchestrato da Raff che ne fece una bella copia. Questa versione delle musiche del Prometheus venne eseguita il 24 agosto 1850 a Weimar.
Poiché il contenuto di N3 era solo destinato ad essere orchestrato da Raff, sembra essere abbastanza plausibile che la correzione di Liszt per la ouverture Les quatre élémens sia stata scritta nel 1850 durante la genesi della musica del Prometheus. Le correzioni di Liszt sono già incorporate nel pezzo A3c. Il pezzo corretto da Liszt non fu pertanto l'A3c ma la prima partitura che Raff aveva cominciato a Bad Eilsen. Secondo Raabe, vennero elaborate parti orchestrali del pezzo A3c che Raabe trovò a Jena. Potrebbe esserci stata una esecuzione di prova della ouverture, ma le fonti al riguardo non sono disponibili. Il primo pezzo di Raff e le parti menzionate da Raabe sono andate perse.

### Prima menzione del titolo "Les préludes"
Una delle prime menzioni del titolo "Les Préludes" si possono trovare nel cosiddetto "Tasso" Sketchbook, N5 del catalogo, un album che è stato utilizzato da Liszt a partire dal novembre 1845. Dopo circa due dozzine di voci Liszt annotò i titoli delle poesie francesi "Les djins", "Les haleines", "Les Préludes" e "Ce qu'on entend sur la Montagne". Non vi sono date, né alcun indizio che Liszt abbia preso atto dei titoli. Dalla sequenza delle sue voci precedenti si può immaginare che i titoli siano stati annotati entro la fine del 1845 o all'inizio del 1846.
Due delle poesie sono state utilizzate dal compositore belga César Franck come programma per delle sue opere sinfoniche. Esse sono "Ce qu'on entend sur la montagne", composto nel periodo 1845-1847 e "Les djins" composto nel 1884. Nonostante Franck non pubblicò il suo "Ce qu'on entend sur la montagne", è quasi certo che Liszt ne fosse a conoscenza quando nell'autunno del 1849 compose una prima versione del suo poema sinfonico omonimo. Nella lettera del 20 novembre 1849, nella quale invitava Raff a raggiungerlo a Bad Eilsen, Liszt scrisse di portargli alcune interessanti opere di Chopin. Egli scrisse: «Forse Schubert vi darà i manoscritti non ancora stampati di Franck. Tra questi, vi è probabilmente un movimento di una sinfonia a quattro mani (o ouverture), a cui sono particolarmente interessato.»
Nella sua risposta del 21 novembre 1849, Raff assicurò Liszt che avrebbe avuto i manoscritti richiesti. Lo stesso giorno, assierme a Schubert, lasciò Amburgo per recarsi a Bad Eilsen. Dalla lettera di Liszt a François-Joseph Fétis del 22 ottobre 1849, si ricava che in quel periodo era impegnato a Bad Eilsen nella stesura del suo Ce qu'on entend sur la montagne. Dopo che Raff giunse a Bad Eilsen, orchestrò la bozza. Difficilmente si può immaginare che si trattasse di un diverso lavoro di Franck, invece di "Ce qu'on entend sur la montagne", che Liszt voleva avere.
Vi è un ulteriore parallelo tra Liszt e Franck. In un altro dei taccuini di Liszt, numero di catalogo N4, Andrew Bonner trovò un breve abbozzo, intitolato "Les djins". Bonner ritiene che l'abbozzo è da far risalire alla prima stesura degli anni 1850, ma questa non è che un'ipotesi. Il libro è per la maggior parte dedicato ad abbozzi per il primo atto dell'opera Sardanapalo, che Liszt potrebbe aver iniziato nel 1847. Nel dicembre 1849, a Bad Eilsen, pianificò il completamento dell'opera, ma il progetto non fu mai portato a termine. Ancora nel N4 vi sono degli abbozzi per i poemi sinfonici Festklänge, Die Ideale e Hamlet, oltre che della Faust-Symphonie e della Dante-Symphonie. Fino a che non venne composto Hamlet nel 1858, l'album venne usato da Liszt per larga parte degli anni 1850.
L'abbozzo di "Les djins" nell'album N4, sembra indicare che era intenzione di Liszt di comporre i poemi sinfonici dopo i quattro poemi, i titoli dei quali aveva annotato diversi anni prima nell'album N5. Un lavoro dal titolo "Les Préludes" dovrebbe essere stato fra questi. Tuttavia, senza ulteriori fonti più nulla si può dire su ciò. Dal momento che non è disponibile una data precisa, non è nemmeno chiaro se l'abbozzo di "Les djins" è stato scritto prima della composizione di Les Préludes o dopo.

### DaLes Quatre ÉlémentsaLes Prèludes

#### Lina Ramann, Peter Raabe, Emile Haraszti
La differenza fra l'ouverture a Les Quatre Éléments ed il poema sinfonico Les Préludes è stata tratteggiata dai diversi autori con punti di vista differenti. Secondo Lina Ramann nel secondo volume del suo Franz Liszt als Künstler und Mensch (1894), la composizione dell'ouverture aveva già raggiunto uno stato molto avanzato, quando Liszt venne a conoscenza della debolezza delle poesie di Autran. Liszt si era lamentato con Victor Hugo, sperando segretamente, che lo stesso sarebbe venuto in suo aiuto. Tuttavia, Hugo fece orecchie da mercante e Liszt era troppo orgoglioso per chiedere ad Hugo la sua collaborazione. In occasione del concerto del 23 febbraio 1854, Liszt si ricordò dell'ouverture abbandonata e la trasformò in conformità all'ode di Lamartine.
Mentre la Ramann stava preparando il suo libro, inviò un questionario a Liszt, che rispose con dei commenti. Inoltre, aveva avuto colloqui con lo stesso Liszt, nonché con la principessa Wittgenstein. Due dei questionari vertevano sui lavori strumentali ed i poemi sinfonici di Liszt, ma sono andati smarriti. Dei collqui della Ramann con Liszt e la principessa Wittgenstein, molti dettagli si trovano nel suo diario. Comunque, Les Préludes non vi è menzionato. La questione delle fonti reali della Ramann rimane quindi aperta.
Peter Raabe, senza specificarne i motivi, sostenne che il punto di vista della Ramann era sbagliato. Secondo il suo punto di vista, Liszt cambiò soltanto il titolo ai "Les quatre élémens" con il nuovo titolo "Les Préludes". Le fonti di Raabe erano costituite da materiale manoscritto al quale egli poté accedere a Weimar. Da sue note non pubblicate si sa che egli comparò i pezzi per coro Les quatre élémens con diversi lavori manoscritti, e fra questi l'A3c. Egli aveva trovato che i materiali musicali delle partiture erano stati presi dai pezzi per coro.
Dal punto di vista di Raabe, questa era la prova sufficiente che in una fase precedente l'ouverture e Les Préludes erano stati la stessa cosa. Infatti, Liszt aveva aggiunto il titolo "Les Préludes" al pezzo A3c, in modo che da questo punto di vista Raabe aveva ragione. C'è ancora un vuoto nelle sue argomentazioni, in quanto non è chiaro, il momento in cui Liszt scrisse il titolo sul pezzo. In conformità alla visione della Ramann, egli può avere rielaborato l'opera e in questa occasione aver scritto il nuovo titolo.
Secondo il punto di vista di Emile Haraszti fu la principessa Wittgenstein ad aver giocato una falsa partita con Joseph Autran. Anche se sapeva che i suddetti lavori sinfonici erano strettamente connessi con le poesie di Autran, convinse Liszt a dare un titolo diverso. Poiché, secondo Haraszti, la personalità di Liszt era piuttosto debole, egli accettò il suggerimento. Le fonti di Haraszti furono lo spartito di Les Préludes e delle copie microfilmate dei pezzi per coro. A queste si aggiungevano le lettere di Liszt e della principessa Wittgenstein ad Autran, e la corrispondenza di Liszt e Raff, pubblicata da Helene Raff.
Allo stesso modo di Raabe, Haraszti ha rilevato che i materiali musicali di Les Préludes erano stati presi dai pezzi per coro. Poiché egli conosceva, dalla lettera di Raff a Heinrich Kunigunde da Bad Eilsen, che era esistita una ouverture Les quatre élémens, ha pensato che Les Préludes era stata originariamente questa ouverture. Per quanto riguarda il falso gioco della principessa Wittgenstein, Haraszti ha citato una lettera da parte di questa ad Autran del 1856. Anche se i suddetti lavori sinfonici avevano avuto una prima esecuzione due anni prima come "Les Préludes", nella lettera della principessa era citato il titolo "Les quatre élémens". La scoperta di Haraszti, tuttavia, non può essere presa come prova di un falso gioco. Se è vero che nella lettera della principessa Wittgenstein, come citato da Haraszti, il titolo "Les quatre élémens" era accennato, la principessa non aveva inteso parlare di un lavoro sinfonico, ma di pezzi per coro.

#### Alexander Main
Alexander Main dichiarò che i punti di vista di Raabe e Haraszti erano errati e senza alcuna base. Dal momento che Main non aveva avuto accesso a fonti manoscritte a Weimar, aveva inviato una richiesta ad un certo dottor Gerhard Schmid al Goethe-und Schiller-Archiv. Il dottor Schmid nella sua risposta informò Main sul fatto che nel catalogo delle opere di Liszt della principessa Wittgenstein vi era una voce "Ouverture des quatre elements avec choeurs" a cui la principessa aveva aggiunto la parola "Préludes". Secondo la visione di Main, evidentemente questa annotazione, e solo questa, era stata la definitiva prova che Les quatre éléments ed il poema sinfonico Les Préludes erano la stessa cosa.
L'argomentazione di Main, in quanto tale, è sbagliata, in quanto l'annotazione è indicata solo nel suo saggio e non altrove. L'opinione che l'ouverture e Les Préludes fossero lo stesso pezzo, pertanto deve essere scaturita da altre fonti. Comunque, Main aveva ancora un altro argomento. Nella lettera di Liszt a Raff del 5 giugno 1851, egli trovò una menzione ad una "Meditation Symphonie".
Presumo che avrai le parti del Tasso e della "Meditation Symphony" copiate dal Musikdirektor Götze?
Entrambi i lavori devono essere scritti nello stesso formato come poi avvenne per Prometheus, Mazeppa, i 4 elementi, ecc tutti legati insieme.
Nella visione di Main, il titolo "Meditation Symphonie" faceva riferimento a Lamartine. Anche se Main non ha dato ulteriori spiegazioni, il percorso della sua associazione è chiaro. L'ode "Les Préludes" faceva parte di Nouvelles méditations poétiques. Dal momento che anche qui si trova il termine "meditazione", la "Meditation Symphonie" deve essere stata un lavoro sulle odi di Lamartine. Il lavoro deve essere stato Les Préludes, dal momento che nessun altro lavoro di Liszt può essere associato alle Méditations poétiques. Main ricevette una conferma alla sua ipotesi da Theodor Müller-Reuter, che nel suo Konzertführer (1909) aveva dichiarato che uno dei manoscritti di Les Préludes portava la denominazione "Meditation Symphonie". Da qui "Meditation Symphonie" e l'ouverture a Les quatre éléments entrambe citate da Liszt nella sua lettera a Raff, dovevano essere due pezzi differenti. Main sostenne anche che a giugno 1851 Les Préludes, il presunto "Meditazione Symphonie", esisteva già come partitura pubblicata.
Mentre il ragionamento di Main, a prima vista può dare l'impressione di essere ben argomentato, è comunque sbagliato. In opposizione alla sua affermazione relativa alla versione dell'opera del giugno 1851, il pezzo A3c, l'unico da prendere in considerazione, contiene musica molto diversa da quella pubblicata come Les Préludes. La citazione di Main dalla lettera di Liszt è tratta dalla p.  1163 della corrispondenza di Liszt con Raff, edita dalla figlia di Raff, Helene. In questo si è incorsi in un altro errore. L'errore sarebbe stato evitato, se Main avesse letto l'intera pagina della fonte.
La pagina citata della corrispondenza di Liszt con Raff contiene una parte di una lunga lettera di Liszt del 5 giugno 1851. Nella parte vicina alla parte superiore della pagina, Liszt scrisse che il giorno dopo avrebbe mandato a Raff le composizioni "Ce qu'on entend sur la montagne" e "Tasso. Lamento e trionfo", così come gli spartiti delle sue trascrizioni per pianoforte e orchestra della Wanderer-Fantasie di Schubert e della Polacca brillante di Weber. Nei manoscritti di "Ce qu'on entend sur la montagne" e "Tasso", Liszt aveva indicato alcune correzioni. Raff avrebbe dovuto fare delle belle copie di essi o semplicemente spiegare come fare al copista che avrebbe dovuto scrivere le parti orchestrali.
I paragrafi successivi della lettera di Liszt sono pieni di osservazioni relative a un arrabbiato "R...". Egli aveva scritto le partiture delle due trascrizioni, ma queste erano piene di errori. Raff, a nome di Liszt, avrebbe dovuto dire a "R......", che dovrebbe realizzare delle copie migliori. Liszt tornò poi a questioni che riguardavano Raff. Come citato da Main, chiese se Raff avesse le partiture del "Tasso" e della "Meditation Symphony" copiate da Götze. Un confronto con le osservazioni di Liszt nella parte superiore della pagina mostra che con il termine "meditation Symphony" non viene indicata una prima versione di Les Préludes, come ipotizzato da Main, ma di Ce qu'on entend sur la Montagne. Quanto sostenuto da Müller-Reuter nella Konzertführer è pertanto sbagliato.

#### Andrew Bonner
Andrew Bonner fece degli studi su tre lavori orchestrali. Essi erano quelli che portano il numero di catalogo A3a, A3b e A3c, e sono gli stessi lavori descritti da Raabe nelle sue annotazioni a Les Préludes nel suo catalogo delle opere di Liszt. Il pezzo A3c è il primo dei tre. Esso è una bella copia realizzata da Raff, comprendente delle correzioni di Liszt ed è contenuto nel libro N3, dell'orchestrazione dell'ouverture a Les quatre élémens, che Raff aveva iniziato nel dicembre 1849 a Bad Eilsen.
IL pezzo A3a è la versione più pesantemente modificata del pezzo. Esso è in parte scritto da Liszt, ed in parte da Hans Bronsart von Schellendorff. Della versione revisionata, Raff fece una bella copia. Questa è la prima versione del pezzo A3b. Una seconda versione dello stesso pezzo, anch'essa scritta da Raff, rappresenta la versione pubblicata di Les Préludes. Comparandola con la prima versione A3b è la versione di Les Préludes, che venne eseguita il 23 febbraio 1854 a Weimar. Essa è essenzialmente identica alla versione conosciuta ai giorni nostri.
Bonner cercò di dimostrare che non vi era nessuna versione intermedia tra i pezzi A3c e A3a. A questo scopo egli citò una fonte ulteriore, un manoscritto con il numero di catalogo Z14. Si tratta di una bella copia, in mano a Raff, di un catalogo tematico delle opere di Liszt. Nella pagina del titolo vi è la data 1853 che nella stampa venne poi modificata in 1855. Il catalogo contiene una pagina con l'incipt delle prime versioni di Ce qu'on entend sur la Montagne, dei successivi Les Préludes, Tasso e Mazeppa. L'incipit del successivo Les Préludes corrisponde esattamente all'apertura della versione del pezzo A3c. Sopra l'incipit Raff lasciò una spazio libero per inserire il titolo, spazio rimasto vuoto.
Secondo Bonner, la pagina con gli incipit è sul retro di Z14. In contrasto con ciò, Mueller scrisse che gli incipit erano sul recto di f.1. La descrizione di Mueller, molto più dettagliata di quella di Bonner, è più affidabile. Secondo questa, Z14 è costituito da tre parti, che Mueller designa come A, B e C.
La parte A, è una versione precedente del catalogo. Comprende sette bifolia, ognuno dei quali è stato utilizzato per un genere specifico. Sul primo bifolium Raff elenca le opere sinfoniche di Liszt. In un passo successivo, ha ripreso la maggior parte del materiale della parte A nelle parti B e C, il Hauptkatalog. Da questo Hauptkatalog del 1855 venne realizzato un catalogo a stampa delle opere di Liszt, da Breitkopf & Härtel. Mentre la parte B della Z14 è il corpo principale del catalogo, la parte C, etichettata come "Nachträge zum Verzeichnis der Werke von Franz Liszt", si compone di due bifolia sciolti. Sul F.2 della parte C, sono elencati i poemi sinfonici. Bonner, nella sua descrizione della pagina con l'incipit, ha apparentemente confuso le parti A e C.
La parte A contiene un incipit della prima versione del corale An die Künstler, che venne eseguito con scarso successo il 3 ottobre 1853 a Karlsruhe. Nel novembre 1853 Liszt revisionò il lavoro, e l'incipit di questa versione è contenuto nella parte B dello Z14. Da ciò risulta chiaro che Raff deve aver scritto la parte B nel novembre 1853 o dopo. D'altra parte, esiste una lettera di Raff a Karl Gurckhaus, dalla quale risulta che Raff in quell'epoca stava lavorando al catalogo. Il catalogo menzionato da Raff in questa lettera doveva essere la parte A di Z14. Poiché l'incipit nella parte A del successivo Les Préludescorrisponde esattamente alla apertura della versione A3c, fino ad allora nulla era cambiato.
Nella parte A dello Z14, l'ordine di registrazione dei lavori sinfonici riflette l'ordine delle orchestrazioni di Raff. Così la versione senza titolo iniziale di Les Préludes è stata inserita come seconda e la prima versione di Tasso come terzo elemento. Nella parte C, entrambi i pezzi sono stati invertiti. Ciò riflette l'ordine dei poemi sinfonici del ciclo, come pubblicati dal 1856. Il nuovo ordine non rispecchia l'ordine in cui i lavori erano stati composti o finiti. Mazeppa, per esempio, che era stato terminato fin dal 1851, venne pubblicato come No. 6 del ciclo, mentre Orpheus, originariamente composto come ouverture ad una rappresentazione dell'opera di Gluck, Orfeo ed Euridice del 16 febbraio 1854 a Weimar, venne pubblicato come No. 4.
Secondo Bonner, la trasformazione del pezzo A3c in A3a venne fatta nel 1853 o agli inizi del 1854, e la seconda edizione A3b data dal 1855 al 1856. Egli ha diviso i manoscritti di Raff in tre tipi di scrittura diversi associandoli a diversi periodi temporali. Nel saggio di Bonner, sono stati riprodotti esempi dei pezzi A3a, A3b e A3c. Essi mostrano la variazione nella scrittura da parte di Raff. Riguardo alle date egli le ha inserite come esempio e ammette che sono soltanto approssimative. Senza ulteriori suggerimenti da fonti, la sua pretesa che la trasformazione del pezzo A3c ad A3a sia stata fatta nel 1853 o all'inizio del 1854 rimane quindi una congettura.

### Conclusione
Mentre le argomentazioni di Bonner in favore delle sue date relativamente alla trasformazione del pezzo A3c in A3a sono solo in parte convincenti, vi sono altri aspetti delle sue fonti dai quali è possibile ricavare ipotesi più precise. Guardando alla situazione di Liszt nel 1853, egli agli inizi di ottobre diresse il festival musicale di Karlsruhe dove venne eseguito il corale An die Künstler. In compagnia di Joseph Joachim, Hans von Bülow, Eduard Reményi, Richard Pohl e Dionys Pruckner, egli andò a Basilea, dove lo attendeva Richard Wagner. Assieme a Wagner e alla principessa Wittgenstein, Liszt andò a Parigi. Il 30 ottobre 1853, tornò a Weimar, dove diresse una rappresentazione del Der fliegende Holländer di Wagner.
Il pezzo A3a era stato scritto in parte da Hans von Bronsart. Egli si era iscritto al circolo di Weimar e aveva conquistato la fiducia di Liszt. Bronsart non è però mai menzionato come membro del gruppo che orbitava intorno a Liszt e che partecipava al festival di musica di Karlsruhe e incontrò Wagner a Basilea. Prendendo questo come suggerimento, Bronsart molto probabilmente si era iscritto al circolo non prima del novembre 1853. Novembre 1853 può quindi essere preso come prima data per la revisione della partitura da A3c ad A3a.
Secondo la descrizione di Bonner, il pezzo A3a venne scritto di gran fretta. Ciò vuol dire che vi era una data fissa entro la quale il lavoro doveva essere terminato. A prima vista, tale data può essere presunta come il 23 febbraio 1854, quando Les Préludes venne eseguito la prima volta. Liszt avrebbe voluto eseguire un suo nuovo lavoro per orchestra e per questo motivo egli insieme con Bronsart rivide l'ouverture ex Les quatre élémens. Tuttavia, in questo caso non vi era alcuna necessità di fretta, dal momento che Liszt avrebbe potuto anche eseguire Mazeppa. Infatti questo era pronto dal 1851 e la prima venne data soltanto il 16 aprile 1854. Liszt avrebbe potuto anche eseguire Festklänge, del quale aveva fatto una completa stesura l'11 agosto 1853, a Karlsbad.
Nel febbraio 1854, due altre importanti date erano importanti per Liszt. Una di esse, era il compleanno della Granduchessa Maria Palowna il 16 febbraio. Ogni anno, in questo giorno veniva rappresentata un'opera. Nel 1854 fu la volta di Orfeo ed Euridice di Gluck, per cui Liszt compose la summenzionata ouverture e la musica venne eseguita alla fine dell'opera. Nella seconda metà di gennaio 1854 Raff fu occupato da questo lavoro. Raff, quindi, non era libero, e questa potrebbe essere stata la ragione per cui Liszt scelse Bronsart come assistente per la trasformazione del pezzo A3c ad A3a di Les Préludes.
Un'altra data fissa era quella dell'8 febbraio, compleanno della principessa Wittgenstein. Da quando lei decise che Liszt poteva rivelarsi come un grande compositore e gli chiese di comporre grandi capolavori, egli può aver avuto l'idea di offrirle una coppia di pezzi orchestrali come regalo per il suo compleanno. Egli potrebbe aver preso l'ode Les Préludes di Lamartine come programma di uno dei due pezzi, sapendo che la principessa amava le opere di Lamartine, e per l'altro Méditations poétiques.
L'ipotesi di cui sopra ha molta somiglianza con il punto di vista di Lina Ramanns. Dal momento che Liszt nella sua giovinezza era stato fortemente legato a Victor Hugo, fu una questione di cortesia quella di fargli visita nell'ottobre 1853 durante il suo soggiorno a Parigi. La debolezza delle poesie di Autran, come dichiarato dalla Ramann, può essere considerata come una questione di gusti. Autran, tuttavia, fino al 1854 non riuscì a pubblicarle. Così potrebbe essere stato lui stesso a trovare che esse non erano tra le sue migliori. Liszt aveva eseguito o pubblicato la precedente ouverture con il titolo "Les quatre élémens d'après Autran", il titolo sarebbe stato insensato in quanto non vi erano lavori intitolati Les quatre élémens di Autran. Potrebbe essere stato questo il motivo per il quale l'incipit in F.1 del catalogo Z14 non portava alcun titolo.

## Prefazione
Theodor Müller-Reuter, nel suo Konzertführer, pubblicò quattro differenti versioni della prefazione a Les Préludes. La prima versione era del marzo 1854 scritta dalla principessa Wittgenstein. In una lettera a Liszt del 31 marzo 1854, scrisse:
Ho finito le cinque prefazioni - Montagne, Préludes, Mazeppa, Orpheus e Prometheus. Esse sono brevi, e riuniscono alcune citazioni che mi piacciono!
Dopo che la principessa ebbe scritto le prefazioni del Tasso e Héroïde funèbre, le sette prefazioni vennero stampate in una brochure. Al più tardi all'inizio del mese di giugno 1854 l'opuscolo venne distribuito tra gli amici di Liszt.
Mentre la principessa, nella lettera a Liszt, assicurò che le prefazioni erano brevi, è vero il contrario. La prefazione a Les Préludes comprende ponderose riflessioni su se stessa, in cui sono incorporati alcuni versi di citazioni dall'ode di Lamartine.
Esse vennero drasticamente abbreviate nell'aprile 1856 in questa versione pubblicata come parte dello spartito. Delle precedenti citazioni ne rimasero soltanto alcune. In esa la frase, "la tromba suona l'allarme". Oltre al titolo "Les Préludes ", solo questo è stato tratto da Lamartine.
Una successiva versione della prefazione venne scritta in occasione dell'esecuzione di Les Préludes del 6 dicembre 1855 a Berlino. Questa versione era firmata da Albert Hahn. Müller-Reuther presume che questa venne scritta sotto l'influenza di Liszt, ed Haraszti ipotizzò che anche questa versione era stata scritta dalla principessa. In ogni caso, Liszt deve aver gradito visto che decise di dirigere egli stesso l'esecuzione.
Nella versione del 1855 della prefazione vi è un collegamento con l'ode di Lamartine nella parte principale ridotta ad un riferimento alla frase, "Che altro è la nostra vita, se non una serie di preludi a quell'inno sconosciuto, la cui prima e solenne nota è intonata dalla morte?". Secondo questa versione della prefazione, Liszt l'ha trovata nell'ode di Lamartine. Comunque, la frase venne tratta dall'inizio della versione del marzo 1854, mentre l'ode non la contiene. Sicuramente non venne scritta da Lamartine, ma dalla principessa Wittgenstein.
Come parte ulteriore della versione del 1855, l'autore ha cercato di spiegare il contenuto del Les Préludes. A seguito di tale interpretazione, il lavoro ha quattro movimenti e una introduzione. Il motivo musicale principale, così come introdotto proprio all'inizio, dopo due pizzicato del quartetto d'archi, era destinato a dare l'impressione dell'uomo come problema insolubile del mondo. L'andante maestoso, a cui il lavoro ritorna alla fine, mostra l'uomo dopo la battaglia. In alcune parti delle sezioni di mezzo Liszt segue le idee di Lamartine. Poi prende rifugio nella solitudine rurale. Dopo qualche tempo egli non può più sopportare la convivenza pacifica con una donna in un ambiente idilliaco. Se ne va così e torna a combattere. Dato che l'andante maestoso è già suonato poco dopo l'inizio dell'opera, la trama può essere stata intesa nel senso che dopo un periodo di lotte una persona ricorda alcune parti della sua vita.
In occasione dell'esecuzione de Les Préludes del 30 aprile 1860, a Praga venne scritta una quarta versione della prefazione. Questa versione venne probabilmente scritta da Hans von Bülow che diresse l'esecuzione. Essa è piuttosto breve e non contiene alcun riferimento a Lamartine. Secondo questa versione, Les Préludes illustra l'evoluzione di un uomo dalla sua prima giovinezza alla maturità. Non vi sono dubbi che lo stesso Liszt venne identificato come l'uomo. Così, in questa interpretazione, Les Préludes può essere preso come parte di una autobiografia musicale.
L'affermazione centrale di tutte le diverse versioni della prefazione è la stessa. Ovvero la supposizione che un uomo non può vivere senza prendere parte alle battaglie pericolose, senza chiedere i motivi, e può anche perdere e alla fine morire. Anche se questo da solo sarebbe stato solo un parere o l'idea di Liszt, il riferimento a Lamartine è un tentativo di porlo come il destino di tutti. Nell'ode di Lamartine, Les Préludes, tuttavia, la citata ipotesi non è presente.

## Forma
La forma musicale di Les Préludes comprende le seguenti parti:
- Introduction (mm.1–34)
  - Andante maestoso (mm.35–46)
    - Main part I (mm.47–108)
      - Storm (mm.109–181)

    - Main part II (mm.182–344)
      - March (mm.345–405)

  - Andante maestoso (mm.406–416)
- Coda (mm.417–420)

L'introduzione ha lo scopo di preparare il metro d'impianto, nel tempo di 4/4, la tonalità d'impianto, do maggiore, ed uno dei due temi principali. All'inizio gli archi attaccano due do pizzicati, sul terzo tempo delle prime due misure: in questo modo è evitato il consueto accento ritmico posto sul primo tempo della misura. Soltanto nella mis. 8 troviamo finalmente un accordo sul primo tempo. C'è un movimento analogo a partire dalla mis. 10,  finché viene raggiunta la stabilità metrica con l'inizio dell'Andante Maestoso.
La prima armonia di questo movimento, alla mis. 4, è la triade di do maggiore con l'aggiunta della sesta la. Potrebbe essere sentita come la sottodominante di sol, dal momento che nelle mis. 1-9 il fa, che avrebbe puntato a do come tonica, è strettamente evitato; ma potrebbe essere anche intesa come una triade di la minore con la settima sol: questa sarebbe la sottodominante parallela di sol. La seconda armonia è la triade di la minore, ed in mis. 9 c'è una fermata sulla triade di la minore. Il lavoro avrebbe potuto continuare con una cadenza attraverso la triade di re maggiore con la settima do alla tonica sol, ma Liszt, invece, continua in re minore. Nelle mis. 17 seg. una forma della dominante di re minore, attraverso un'alterazione, è trasformata in una forma della sottodominante minore di do. Finalmente, a partire da qui, la tonalità diviene sempre più distinta. Alla fine dell'introduzione, nelle mis. 30 e seg., lo sviluppo arriva alla dominante di do.
Nella mis. 3 viene introdotto uno dei motivi di Les Préludes (do-si-mi). Già durante l'introduzione il motivo è ripetuto frequentemente in differenti forme. Esso costituisce comunque la testa di una melodia che, nella sua forma intera, è suonata la prima volta alle mis. 47 seg. La melodia è ripresa dal brano corale Les astres, dov'è cantata con le parole "Hommes épars sur le globe qui roule" ("Uomini sparsi sul globo che ruota su se stesso").

## Arrangiamenti
All'inizio del 1859, Les Préludes fu eseguito con successo a New York. Karl Klauser ne fece un arrangiamento per pianoforte che fu sottoposto a Liszt nel 1863. In una lettera a Franz Brendel del 7 settembre 1863, Liszt scrisse che il brano, nell'arrangiamento di Klauser, era un pezzo di scarso interesse , ed intendeva ritoccare l'ultimo movimento nella versione di Klauser e dargli una nuova figurazione.
Dalla descrizione di Liszt, non è chiaro esattamente cosa egli abbia fatto. Un paragone tra l'arrangiamento per piano e la partitura orchestrale, comunque, mostra alcune differenze nell'Andante maestoso conclusivo. La scrittura orchestrale è la stessa che nell'Andante maestoso iniziale, con la sola aggiunta delle percussioni; invece, la versione pianistica presenta nella parte conclusiva un accompagnamento con una nuova figurazione. C'è un'ulteriore differenza nelle battute conclusive. Les Préludes, dal punto di vista armonico, termina con una sequenza di tonica, sottodominante e tonica, che nella musica religiosa è normalmente intesa come equivalente dell'Amen. L'ultimo accordo dell'orchestra dura un quarto. Al contrario, l'accordo corrispondente nell'arrangiamento pianistico è una minima, e sono aggiunte altre due misure, riempite con accordi della triade di do maggiore.
Liszt mandò l'arrangiamento di Klauser con la sua revisione all'editore Julius Schuberth di Lipsia, che aveva una filiale a New York e poteva pubblicarlo in America. In Germania, a causa della situazione legale in quel periodo, Breitkopf & Härtel, in qualità di editori della versione originale di Les Préludes, detenevano tutti i diritti su qualsiasi arrangiamento. Per questa ragione, nel 1865 o 1866 la trascrizione di Klauser non fu pubblicata da Schuberth ma da Breitkopf & Härtel.
Oltre all'arrangiamento di Klauser, vi furono altre versioni pianistiche curate da August Stradal e da Carl Tausig. In tempi più recenti, Matthew Cameron preparò un proprio arrangiamento. Liszt stesso pubblicò due versioni per due pianoforti e per piano a quattro mani. Esiste anche una versione per harmonium e piano di A. Reinhard e per banda militare di L. Helfer. Da ricordare ancora l'utilizzo della parte finale del poema come sigla di apertura del programma televisivo Almanacco.